# PDP-10

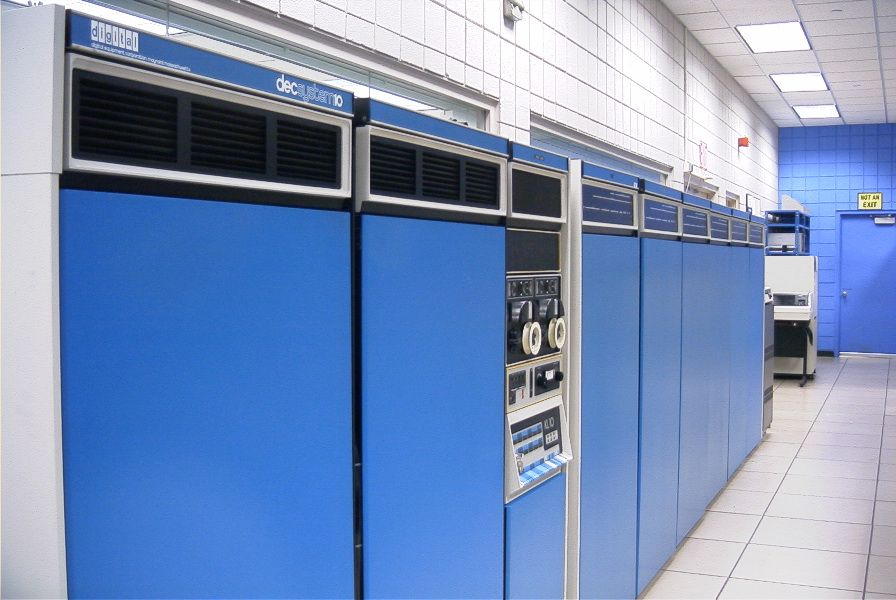
KL10-DA 1090 CPU 및 6개의 메모리 모듈

PDP-10은 단종된 메인프레임 컴퓨터 계열로, 1966년부터 1980년대까지 디지털 이큅먼트 코퍼레이션(DEC)가 제조하였다.
PDP-10의 구조는 초기의 PDP-6 아키텍처와 거의 동일한데, 36비트 워드 길이를 공유하며 명령어 집합을 조금 더 확장(개선된 하드웨어 구현 포함)하였다.
PDP-10은 시분할을 일반화시킨 머신으로, 이것과 다른 기능들은 1970년대 수많은 대학교 컴퓨팅 기관과 연구소에서 공통으로 사용되었는데, 대표적인 기관으로 하버드의 Aiken Computer Center, MIT의 AI 랩과 프로젝트 맥, 스탠퍼드의 SAIL, 컴퓨터 센터 코퍼레이션(CCC), 카네기 멜런 대학교가 있다. 주 운영 체제인 TOPS-10과 TENEX가 초기 ARPANET을 만드는데 사용되었다. 이러한 이유로 PDP-10은 초기 해커 문화에서 어렴풋이 볼 수 있었다.

## 모델
- KA10
- KI10, KL10
- MASSbus
- 모델 B
- MCA25
- KS10
- 프론트엔드 시스템

## 참고 문헌
- C. Gordon Bell, Alan Kotok, Thomas N. Hastings, Richard Hill, The Evolution of the DECsystem-10, in C. Gordon Bell, J. Craig Mudge, John E. McNamara, Computer Engineering: A DEC View of Hardware Systems Design (Digital, Bedford, 1979)